# Greg Stiemsma
Gregory Ross "Greg" Stiemsma (Randolph, Wisconsin, 26 de septiembre de 1985) es un jugador de baloncesto estadounidense que actualmente se encuentra sin equipo. Con 2,11 m (6′ 11″) de estatura, juega en la posición de pívot.

## Trayectoria deportiva

### Universidad
Jugó durante cuatro temporadas con los Badgers de la Universidad de Wisconsin-Madison, en las que promedió 2,7 puntos y 2,3 rebotes por partido. En su temporada sophomore fue diagnosticado con depresión, tras ser declarado no elegible para continuar jugando a baloncesto debido a sus malos resultados académicos.

#### Estadísticas
| Año     | Equipo    | PJ | PT | MPP  | %TC  | %3P  | %TL  | RPP | APP | ROB | TPP | PPP |
| ------- | --------- | -- | -- | ---- | ---- | ---- | ---- | --- | --- | --- | --- | --- |
| 2004–05 | Wisconsin | 10 | 0  | 2.7  | .833 | .000 | .500 | .6  | .0  | .1  | .2  | 1.1 |
| 2005–06 | Wisconsin | 16 | 0  | 11.7 | .553 | .000 | .429 | 2.8 | .9  | .4  | 1.5 | 2.8 |
| 2006–07 | Wisconsin | 34 | 0  | 9.9  | .500 | .000 | .808 | 1.6 | 1.1 | .1  | .9  | 2.2 |
| 2007–08 | Wisconsin | 35 | 7  | 11.5 | .548 | .000 | .826 | 3.1 | .7  | .4  | 1.1 | 3.5 |

### Profesional
Tras no ser elegido en el Draft de la NBA de 2008, se marchó a jugar al Oyak Renault de la liga turca, donde jugó 17 partidos en los que promedió 7,8 puntos y 6,7 rebotes por partido. Al año siguiente fichó por los Seul SK Knights de la liga coreana, regresando posteriormente a su país para jugar en los Sioux Falls Skyforce de la NBA D-League, donde fue elegido mejor defensor de la liga, tras promediar 8,8 puntos, 7,1 rebotes, y liderar la competición en tapones con 3,6 por partido.
En 2010, firma con los Minnesota Timberwolves, pero fue despedido sin llegar adisputar ningún partido. Regresa a Turquía para jugar en el Türk Telekom, donde juega una temporada en la que promedia 6,0 puntos y 3,9 rebotes por partido, regresando posteriormente a los Skyforce.
En diciembre de 2011, ficha por los Boston Celtics, debutando ante New Orleans Hornets logrando 2 puntos, 4 rebotes y 6 tapones.
El 10 de julio de 2013, Stiemsma firma por los New Orleans Pelicans. El 14 de abril de 2014, fue despedido por los Pelicans.

## Selección nacional
En 2011, fue convocado por la selección de Estados Unidos para disputar los Juegos Panamericanos que se celebraron en Guadalajara (México), donde obtuvieron la medalla de bronce.

## Estadísticas de su carrera en la NBA

### Temporada regular
| Año     | Equipo      | PJ  | PT | MPP  | %TC  | %3P  | %TL  | RPP | APP | ROB | TPP | PPP |
| ------- | ----------- | --- | -- | ---- | ---- | ---- | ---- | --- | --- | --- | --- | --- |
| 2011-12 | Boston      | 55  | 3  | 13.9 | .545 | .000 | .707 | 3.2 | .5  | .7  | 1.5 | 2.9 |
| 2012-13 | Minnesota   | 76  | 19 | 15.9 | .457 | .000 | .768 | 3.4 | .4  | .6  | 1.2 | 4.0 |
| 2013-14 | New Orleans | 55  | 20 | 18.3 | .574 | .000 | .594 | 4.1 | .7  | .6  | 1.0 | 2.9 |
| 2014-15 | Toronto     | 17  | 0  | 3.9  | .750 | .000 | .500 | .9  | .2  | .1  | .0  | .8  |
| Total   | Total       | 203 | 42 | 15.0 | .509 | .000 | .705 | 3.3 | .5  | .6  | 1.1 | 3.2 |

### Playoffs
| Año   | Equipo | PJ | PT | MPP | %TC  | %3P  | %TL  | RPP | APP | ROB | TPP | PPP |
| ----- | ------ | -- | -- | --- | ---- | ---- | ---- | --- | --- | --- | --- | --- |
| 2012  | Boston | 19 | 0  | 7.5 | .667 | .000 | .667 | 2.2 | .3  | .2  | .6  | 1.5 |
| Total | Total  | 19 | 0  | 7.5 | .667 | .000 | .667 | 2.2 | .3  | .2  | .6  | 1.5 |